# Старе-Гнатовице
Ста́ре-Гнатови́це (пол. Stare Gnatowice) — село в Польше в сельской гмине Кампинос Западно-Варшавского повета Мазовецкого воеводства.
Село располагается в 5 км от административного центра сельской гмины Кампинос, в 26 км от административного центра повета города Ожарув-Мазовецкий и в 40 км от административного центра воеводства города Варшава.
В 1975—1998 годах село входило в состав Варшавского воеводства.